# Ambasada Portugalii przy Stolicy Apostolskiej
Ambasada Republiki Portugalskiej przy Stolicy Apostolskiej (port. Embaixada de Portugal junto da Santa Sé) – misja dyplomatyczna Republiki Portugalskiej przy Stolicy Apostolskiej. Ambasada mieści się w Rzymie, w Willi Lusa.
Pod egidą ambasady działa Instytut Portugalski św. Antoniego w Rzymie.

## Historia
W 1179 papież Aleksander III bullą Manifestis Probatum uznał niepodległość Portugalii. Od XVII w. oprócz świeckich ambasadorów w Rzymie Portugalia posiadała reprezentujących jej interesy wobec papieża kardynałów-protektorów. Ostatnim kardynałem-protektorem Portugalii był Vincenzo Vannutelli, który pełnił tę funkcję do śmierci w 1930 (był to ogólnie ostatni kardynał-protektor państwa w historii Kościoła).
W czasach współczesnych Ambasada Republiki Portugalskiej przy Stolicy Apostolskiej powstała w 1940, jako czwarta ambasada portugalska (po Londynie, Rio de Janeiro i Madrycie). W 1945 dla potrzeb ambasady zakupiono jedną z rzymskich willi, w której mieści się ona do dziś.